# Claudia Serrano
Claudia Inés Serrano Madrid (Santiago, 17 de febrero de 1957) es una socióloga, académica, consultora, investigadora y política socialista chilena. Se desempeñó como subsecretaria de Desarrollo Regional y Administrativo; desde 2006 hasta 2008, durante el primer gobierno de la presidenta Michelle Bachelet, para luego ejercer como ministra de Estado — en la cartera de Trabajo y Previsión Social, siendo la segunda mujer en ocupar este puesto —, entre 2008 y 2010.

## Familia y estudios
Obtuvo su licenciatura en sociología en la Pontificia Universidad Católica y, posteriormente, alcanzó el grado de magíster en gestión y políticas públicas en el Departamento de Ingeniería Industrial de la Universidad de Chile. Asimismo, se graduó de un doctorado en sociología en la École des Hautes Études en Sciences Sociales en París, Francia.
Su hijo Miguel Crispi, de su primer matrimonio (con José Miguel Crispi), fue presidente de la Federación de Estudiantes de la Universidad Católica durante 2009. En marzo de 2022 fue designado para asumir como subsecretario de la Subsecretaría de Desarrollo Regional y Administrativo, en el gobierno del presidente Gabriel Boric.
Está casada en segundas nupcias con el también socialista Patricio Tapia Santibáñez, gerente general de la estatal Correos de Chile entre 2006 y 2010.
En los inicios de su carrera profesional (1983) ejerció como investigadora de la Corporación de Investigación Económica para Latinoamérica (Cieplan).

## Trayectoria política
En 1989 fue secretaria técnica de la Comisión de la Mujer del programa de gobierno de la entonces opositora Concertación de Partidos por la Democracia.[cita requerida]
Entre 1990 y 1994 fue directora general de política social y cultural de la Municipalidad de Santiago, cargo que dejó para desempeñarse como jefa del Departamento de Programas del Fondo de Solidaridad e Inversión Social (Fosis), hasta 1995.
En marzo de 2006 la entonces presidenta Michelle Bachelet la nombró como subsecretaria de Desarrollo Regional y Administrativo, responsabilidad que dejó a fines de 2008 para fungir en la titularidad del Ministerio del Trabajo y Previsión Social en reemplazo de su camarada de partido, Osvaldo Andrade. Tras dejar el cargo —con el final del gobierno— en marzo de 2010, fue elegida como directora ejecutiva de Rimisp-Centro Latinoamericano para el Desarrollo Rural.[cita requerida]
El marzo de 2014 fue nombrada embajadora ante la Organización para la Cooperación y el Desarrollo Económicos (Ocde) en el marco del segundo gobierno de Michelle Bachelet.
Entre sus publicaciones destacadas se encuentra Descentralización. Nudos críticos (Cieplan - Asesorías para el desarrollo 2001); Políticas sociales, mujeres y Gobierno local (Cieplan, 1992); Participación social y ciudadanía, documento interno de trabajo, (Mideplan, 1999); Vivir la pobreza. Testimonios de mujeres (Cieplan, 1985).